# Lilja Rupprecht
Lilja Rupprecht (* 1984 in Hamburg) ist eine deutsche Theaterregisseurin.
Rupprecht inszeniert an den großen Theaterhäusern in Deutschland, unter anderem am Deutschen Theater Berlin, am Thalia Theater und am Schauspiel Frankfurt.

## Leben
Zwischen 2005 und 2009 arbeitete sie als Regieassistentin am Thalia Theater in Hamburg, an dem sie Harold and Maude von Colin Higgins auf die Bühne brachte. Ab 2009 studierte Rupprecht an der Hochschule für Schauspielkunst Ernst Busch Theaterregie.
2012 wurde ihre Inszenierung Clavigo von Johann Wolfgang von Goethe am Thalia Theater Hamburg zum Körber Studio Junge Regie eingeladen. Ihre Kölner Inszenierung von Botho Strauß’ Groß und Klein sorgte für überregionales Interesse.
Rupprecht arbeitet immer wieder mit Menschen mit Behinderung zusammen. So inszenierte sie 2018 Die Frau vom Meer nach Henrik Ibsen, Antigone von Sophokles und Die Ratten von Gerhart Hauptmann am RambaZamba Theater.
Sie verbindet, unter anderem, eine langjährige Zusammenarbeit mit dem Autor Thomas Melle. 2019 übernahm Rupprecht die Regie von der Uraufführung ÜBERWÄLTIGUNG von Thomas Melle bei den Nibelungenfestspielen in Worms. Im gleichen Jahr brachte Rupprecht Mells Stück Ode am Deutschen Theater Berlin auf die Bühne. 2022 führte sie bei Melles Adaption von Hermann Hesses Der Steppenwolf Regie.
Seit der Intendanz von Sonja Anders, welche 2019 an das Schauspiel Hannover kam, inszeniert Rupprecht dort unter anderem Werther von Johann Wolfgang von Goethe. 2021 folgte Woyzeck von Georg Büchner und Anatomy of a Suicide von Alice Birch.